# Нікіфорова Марія Григорівна
Марія Григорівна Нікіфорова, відоміша як Маруся Нікіфорова (1888, станція Пологи — 24 вересня 1919, Севастополь) — очільниця анархістів на території південного сходу України, соратниця Нестора Махна. Приєдналася до анархічного руху в 16 років, відома під ім'ям Маруся. У роки Громадянської війни одна з найпомітніших і авторитетних командирів анархістських загонів Херсонської, Катеринославської та Таврійської губерній.

## Біографія

### Ранні роки
Марія Григорівна Нікіфорова народилася 1888 (за іншими даними — 1885) року. Точне місце народження невідоме: за одними відомостями, це було містечко Печенікове Стародубського повіту Чернігівської губернії, за іншими – станція Пологи Олександрівського повіту Катеринославської губернії. Існує романтична версія, згідно з якою походила вона з дворян, батько її був штабс-капітаном, а сама Марія навчалася в гімназії, але - у 16 років закохалася в якогось офіцера, втекла з дому, була кинута коханим і була змушена самостійно заробляти на життя. Насправді Маруся була дочкою селянина, освіту, за власними словами, мала лише домашню, інших достовірних відомостей про її ранню молодість немає.
На початку 1900-х Нікіфорова, будучи працівницею-швачкою, приєдналася до партії есерів, потім перейшла до анархістів-комуністів. Була пропагандисткою, потім приєдналася до бойової дружини та брала участь у терористичних актах проти буржуазії та поліції. Достовірно відомо, що в 1907 році Маруся жила в Стародубі, де входила до лідерів революційної групи, що об'єднувала молодих анархістів, есерів і есерів-максималістів, вела пропаганду серед робітників Стародуба і ближнього до нього посада Клинці, а також займалася бойовою діяльністю. У Стародубі була вперше заарештована того ж 1907 року, при цьому намагалася накласти на себе руки, але невдало. Звинувачення у терорі загрожували смертною карою, тому Маруся наполягала перед слідством та медичною комісією на тому, що народилася у 1889 році. Це робило її неповнолітньою і дозволяло сподіватися на більш м'який вирок. Так і вийшло, 13 жовтня 1907 року Тимчасовий військовий суд у Чернігові визнав селянку Марію Нікіфорову винною у вбивстві стародубського пристава Тхоржевського та пограбуванні священика, засудив її до повішення, але – при затвердженні вироку страту замінили на 20 років каторги.
Після суду більше року залишалася у Чернігівській в'язниці, потім була відправлена до Москви. У супровідних документах наголошувалося: «Схильна до втечі. У загальній камері є ватажком та агітатором. Потребує особливо пильного нагляду». Після прибуття до Москви в травні 1909 року Нікіфорова перебувала в Московській губернській жіночій каторжній в'язниці, вона ж Новинська жіноча в'язниця. У в'язниці Маруся провела менше двох місяців. На час її прибуття у в'язниці готувалася втеча. Готувала його група членів різних революційних організацій, переважно есерів-максималістів; у цій групі брав участь і молодий Володимир Маяковський. Головною метою змовників було звільнення Климової, але тікати мали всі мешканки камери.
У ніч проти 1 липня 1909 року наглядачка Олександра Тарасова відчинила двері камери, передала арештанткам вільний одяг і вивела їх у коридор. Спустившись з другого поверху за допомогою пов'язаних простирадл 13 арештанток вибралися на вулицю. Вони розбилися на невеликі групи та під супроводом попрямували на конспіративні квартири. Трьом втікачкам не пощастило: у темряві вони загубилися і під ранок їх було затримано. Після втечі Никифорова опинилася у Європі. Жила в Парижі та Брюсселі, входила до анархічних груп, була знайома з багатьма російськими емігрантами. Приблизно у 1913 році Марія жила в Іспанії і брала участь у бойовій діяльності тамтешніх анархістів, була поранена при нападі на банк і таємно переправлена до Франції на лікування, видужавши після поранення вступила до паризької школи живопису та скульптури Огюста Родена.

### Діяльність після Лютневої революції
Повернувшись на батьківщину в червні 1917 року оселилася в Петрограді і приєдналася до Петроградської федерації анархістів-комуністів (ПФАК) яка в цей час готувала збройний виступ проти уряду. З перших днів життя у столиці вела активну агітаційно-пропагандистську роботу виступала перед солдатами та робітниками. 18 червня брала участь у збройному нападі анархістів на в'язницю «Хрести» та звільненні товаришів, акція викликала розгром штаб-квартири ПФАК і арешт активістів Федерації які перебували в ній. Було затримано і Нікіфорову але як і більшість інших анархістів її звільнили за кілька днів. 2 липня 1917 Тимчасовий революційний комітет створений ПФАК відправив своїх представників на підприємства і у військові частини – закликати до негайного виступу. Нікіфорова була направлена в Кронштадт військово-морську базу Балтійського флоту. Вона привела загони матросів до Петрограда, але як відомо повстання 3-4 липня закінчилося поразкою. Частину анархістів та членів Тимчасового ревкому було заарештовано, багато хто зник зі столиці.
У серпні 1917 оселилася в Олександрівську і стала найвідомішою і авторитетнішою учасницею Олександрівської федерації анархістів. Під її керівництвом федерація стала масовою організацією яка мала сильний вплив серед робітників і селян Олександрівська та Олександрівського повіту, а сама Маруся дуже швидко здобула широку популярність в анархічному русі України. Їздила по всьому повіту закликаючи до боротьби проти будь-якої влади та до будівництва вільного анархічного суспільства у цей час познайомилася з Нестором Махном та іншими гуляйпольськими анархістами. Восени сформувала бойову дружину яка почала експропріації місцевої буржуазії. Першою жертвою став олександрівський заводчик Бардовський у якого анархісти захопили мільйон карбованців частина грошей передавалася Раді робітничих депутатів та іншим революційним організаціям.
Наприкінці вересня 1917 р. була заарештована за розпорядженням Олександрівського повітового виконкому помірковане керівництво якого вона звинувачувала в контрреволюції. Анархісти, у тому числі Махно, що знаходився в Олександрівську закликали робітників міста до загального протесту. В результаті Нікіфорову звільнили а повітовий з'їзд Рад, що проходив у ті дні, обрав її членом повітової Ради. За кілька тижнів всередині жовтня її знову було заарештовано, цього разу за організацію експропріацій. Другий висновок також тривав недовго: до 26 жовтня коли у Петрограді стався переворот і влада перейшла до блоку більшовиків та лівих есерів. Після перевороту Нікіфорова та її загін «анархо-терористів» розпочали роззброєння військових частин старої армії. Перша така акція відбулася в Оріхові Бердянського повіту, коли група олександрівських та гуляйпільських анархістів роззброїла солдатів 48-го Одеського піхотного полку, а тих офіцерів які намагалися чинити опір розстріляла.
В середині грудня більшовики, ліві есери та анархісти Олександрівська вперше вступив у відкритий бій спробувавши встановити контроль над містом але зазнали поразки. Реванш був узятий за кілька тижнів внаслідок чотириденних вуличних боїв до 4 січня 1918 року в Олександрівську встановилася влада місцевої Ради. Маруся як представниця федерації анархістів увійшла у Військово-революційний комітет і була обрана у ньому товаришем голови; за свідченням Махна вона побоювалася перетворення ревкому на новий орган влади і прагнучи не допустити цього інформувала робоче населення міста про всі рішення та внутрішній стан ревкому.
Тим часом із Петрограда до України прибув старий знайомий Никифорової, Володимир Антонов-Овсієнко, призначений Леніним головнокомандувачем Південного революційного фронту боротьби з контрреволюцією. За його дорученням та на отримані від нього кошти Никифорова сформувала збройний підрозділ – Вільну бойову дружину чисельністю близько 600 чоловік з артилерією та кулеметами. Саме тоді на чорному бойовому прапорі дружини з'явилась знаменита фраза «Анархія — мати порядку». У середині січня дружина виїхала на Дон, де вела бої з козаками генерала Каледіна, потім брала участь у встановленні радянської влади в містах південного Криму, а наприкінці місяця повернулася в українські степи, де боролася між прихильниками «лівого блоку» та Української Народної Республіки.
У ніч на 28 січня 1918 року дружина Марусі прибула до Єлисаветграда, де протягом двох днів спільно з солдатами 657-го Прутського стрілецького полку билася з українськими гайдамаками. Перемога залишилася за блоком більшовиків та анархістів після чого Никифорова та її бійці почали наводити свій лад у місті. Було розігнано міську Раду почалися арешти та розстріли офіцерів, місцевої буржуазії оголошено контрибуцію з Єлисаветградської в'язниці звільнено арештантів, а тюремні архіви було спалено. За особистою участю Нікіфорової було конфісковано і розгромлено кілька великих магазинів причому частина товарів а також отриманих від контрибуції грошей віддали найбіднішому населенню міста. На цьому фоні стався конфлікт з Єлисаветградським військово-революційним комітетом: Маруся  звинуватила його у терпимому ставленні до буржуазії, а ревком зажадав від дружини залишити місто. Зрештою Никифорова так і вчинила.
Повернувшись до Олександрівська після місячної відсутності, Никифорова та її бійці вступили в новий конфлікт з більшовиками, цього разу – з керівництвом місцевої Ради, вважаючи його дії «узурпацією влади». Спочатку справа обмежувалася взаємними звинуваченнями, але до 20 лютого розбіжності досягли кульмінації: Вільна дружина заарештувала членів міського виконкому, при цьому сталася стрілянина з червоногвардійцями Першого Чорноморського загону Івана Федька. Заарештованих звільнили того ж дня, але продовжувати працювати разом з ними Никифорова відмовилася і як принципова противниця влади демонстративно вийшла з усіх радянських органів. У ці дні почався германо-австрійський наступ. Вільна бойова дружина оголосила новий набір добровольців, збільшивши чисельність майже тисячі, і на початку березня 1918 виїхала двома ешелонами на фронт.
Дорогою на захід дружина знову мала проїхати Єлисаветград. Влада у місті належала Тимчасовому комітету революції на чолі з поміркованими соціалістами. Населення, яке пам'ятало про недавнє перебування Никифорової, побоювалося нових ексцесів; Містом ходили чутки, ніби Никифорова обіцяла «не залишити каменя на камені». Тимчасовий комітет та профспілки оголосили мобілізацію, а заразом висунули гасло «Вся влада Установчих зборів». 9 березня Вільна бойова дружина, що підійшла до Єлисаветграда, була зустрінута вогнем. Бої на підступах до Єлисаветграду тривали три дні, обидві сторони використовували артилерію. На допомогу Никифорової прибули загін робітників-анархістів Кам'янського заводу з-під Катеринослава та більшовицький загін Беленкевича, але увійти до міста їм так і не вдалося. Втративши близько ста людей убитими та пораненими, анархісти та більшовики відступили; серед поранених була й сама Марія.
Понад місяць анархісти Никифорової боролися проти німецько-австрійських військ, повільно відступаючи вздовж залізниць від Київщини до Північного Приазов'я. Як і раніше, загін широко практикував реквізиції та конфіскації, хоча, як було встановлено вже на той час, у багатьох випадках від імені Никифорової та її бійців діяли самозванці, які нічим не відрізнялися від звичайних бандитів. Українські більшовики були незадоволені Нікіфоровою з іншої причини: залишаючись переконаною противницею державності, вона нерідко розганяла місцеві Ради, які присвоїли собі надто багато прав або просто саботували боротьбу із зовнішньою загрозою. Найвищу репутацію та справжню популярність Никифорова зберігала серед двох категорій: анархістів, які виражали протести проти «суцільного цькування більшовиками та буржуазією» бійців Вільної дружини, та військового командування червоних, які вважали дружину Никифоровою однією з найбоєздатніших частин в Україні, а її саму – талановитим командою причому чи не єдиною в країні жінкою-воєначальницею. Сам головком червоних військ Антонов-Овсеєнко стверджував: «Маруся бойова людина, що самовіддано б'ється і тримає свій загін у залізній дисципліні. Поводилася вона себе не гірше, а краще, ніж багато хто з чудових радянських діячів, що боягузливо бігли, захопивши пожитки та сім'ї, задовго до пришестя німців».
17 квітня 1918 року Вільна бойова дружина прибула до Таганрогу, тимчасової столиці «червоної» України, вже майже повністю захопленої німцями. Того ж дня дружину було роззброєно, а саму Нікіфорову заарештовано за наказом більшовицької частини Центрального виконавчого комітету (ЦВК) Рад України. Їй було пред'явлено звинувачення у розгромі Єлисаветграда, самовільних реквізицях та розстрілах, непокорі військовому командуванню. В ешелонах Вільної дружини пройшов обшук, в результаті якого не було виявлено нічого, що компрометує: ні цінностей, ні грошей, ні дорогих речей – лише зброя, боєприпаси, продукти та інше потрібне для війська майно. Арешт популярної командирки викликав хвилювання серед анархістів, лівих есерів, червоноармійців. У ЦВК надходили погрози: «За Марусю – розженемо вас». Телеграму на захист Никифорової надіслав сам Антонов-Овсієнко. У умовах більшовики стали загострювати конфлікт і включили до складу «суду революційної честі» представників лівих есерів і анархістів. У підсумку, опитавши багатьох свідків, суд визнав усі звинувачення не доведеними, а також вказав на неприпустимість поширення «абсолютно неперевірених чуток» про Марусю.
Марію було звільнено, конфісковану зброю та майно її загону повернули. Не все: багато виявилося розкрадено самими більшовиками, що найгучніше за всіх кричали про неприпустимість «самочинних реквізицій». Никифорова увійшла до штабу, який керував обороною Таганрога, брала участь у боях за місто і залишила його однією з останніх. На початку травня Вільна дружина боролася з білими, а згодом і з германцями на Дону, в районі станиці Кагальницької. Як зазначав головнокомандувач військ Кубано-Чорноморської радянської республіки Карл Калнін, у цих боях загін «виявив рідкісну самовідданість, мужність і геройство», зумів зайняти кілька населених пунктів, але зрештою був розбитий і майже повністю знищений. Тяжко поранену Никифорову вивезли до Царицина.
Наприкінці травня 1918 р. радянська влада організувала роззброєння всіх анархічних загонів, що відступали з України на Царицин; було розформовано і залишки Вільної бойової дружини. З кількома супутниками, серед яких був Нестор Махно, Никифорова поїхала до Саратова, де фактично проживала нелегально. Причиною цього були погрози, що відновилися, з боку найвизначніших українських більшовиків на чолі з Георгієм П'ятаковим, які залишилися вкрай незадоволені виправдувальним вироком і знову вимагали заарештувати і розстріляти «бандитку Марусю», найвідомішу та найпопулярнішу анархістку України.
20 червня 1918 року Нікіфорову було виявлено та заарештовано у Саратові. За кілька днів її відправили до Москви. Дорогою вона протестувала проти арешту, під час стоянок поїзда намагалася звертатися до матросів із закликом звільнити її. У Москві була ув'язнена до Бутирської в'язниці. 9 серпня 1918 року слідча комісія Московського ревтрибуналу розпочала розслідування справи Никифорової. У тому ж серпні 1918 року московські анархісти розпочали кампанію за визволення своєї соратниці. Відповідні клопотання та заяви подавали найвідоміші діячі Московської федерації анархічних груп та Тимчасового секретаріату Всеросійської федерації анархістів-комуністів (ВФАК), а також червоні командири Антонов-Овсеєнко та Калнін. Кампанія досягла успіху: 21 вересня Никифорова була звільнена з Бутирок до суду на поруки секретаря ВФАК Кареліна та Антонова-Овсієнка.
Чекаючи на суд, вступила вчитися живопису до студії Пролеткульту. За спогадами секретаря відділу живопису Пролеткульту Маргарита Сабашникова, вона часто виступала делегатом від студентів зі скаргами на незадовільні умови навчання та недостатню увагу викладачів. Восени 1918 року Нікіфорову ввели в Тимчасовий секретаріат ВФАК разом із Бжостеком, який на той час став її чоловіком. З 25 по 28 грудня 1918 року у Москві відбувся Перший Всеросійський з'їзд анархістів-комуністів, у якому Никифорова брала участь як представниця українських анархістів та виступила з доповіддю про діяльність анархістів у повстанському русі. З'їзд зокрема висловив протест у зв'язку з майбутнім процесом над Никифоровою і заявив, «що вона віддана суду тільки тому, що її нахабно обмовили».
Процес у справі Никифорової почався у Московському ревтрибуналі 21 січня 1919 року; Марію звинувачували «у збройній протидії та дискредитуванні радянської влади та в дезорганізаторській діяльності її у справі оборони проти зовнішніх і внутрішніх ворогів у небезпечний для революції момент», у масових незаконних реквізицях та пограбуваннях, які «викликали на Півдні розчарування у Радянській владі». Звинувачення Никифорова відкинула, наполягаючи своєї невинності; у газетних звітах писали, що «у своєму останньому слові підсудна заявляє, що їй дорогий революційний рух, і особливо революційна честь діячів Півдня. У всіх своїх діях вона керувалася лише тією ідеєю, що робітники і селяни повинні фактично, наскільки можна, швидше взяти до рук все, що ними створено протягом століть. Прирівнювання її дій до бандитизму рівносильне звинуваченню у цьому всього авангарду революційних діячів Півдня». Свідків не було, звинувачення проти Нікіфорової виявилися лише чутками або переказами чуток. Але винести виправдувальний вирок у такій гучній справі більшовицький суд теж не міг тому знайшов компромісне рішення, звинувачення у бандитизмі та пограбуваннях були визнані недоведеними; Марусю визнали винною «у дискредитуванні Радянської влади своїми вчинками та діями її загону у деяких випадках; у непокорі деяким порадам на місцях у сфері воєнних дій». «Враховуючи революційні досягнення» підсудної суд ухвалив заборонити їй «займати відповідальні посади терміном шість місяців із дня вироку» тобто з 23 січня 1919 року.
Спеціальна комісія радянського уряду України на чолі з тим самим П'ятаковим, зрозуміло, залишилася незадоволена, висловила протест проти вироку, зажадала розстріляти Марусю за бандитизм, але зробити нічого не могла. Сама вона одразу виїхала до України. Ходили навіть чутки, що вона знову очолила анархічний загін чисельністю близько 200 бійців, що цей загін першим увійшов до Катеринослава, відбитого червоними в української влади 26-27 січня 1919, – але повірити в це складно: занадто мало часу пройшло між закінченням суду та боями під Катеринославом. Достеменно відомо, що у лютому 1919 року Маруся приєдналася до Махновського руху, який незабаром було оформлено до 3-ї Задніпровської бригади у складі Української Червоної армії. Махно, його штаб і Військово-революційна рада (повстанців-махновців) самі перебуваючи в досить складних відносинах з більшовиками не стали погіршувати їх і підкорилися винесеному в Москві вироку: Нікіфорову усунули від військової роботи доручивши займатися культурно-просвітницькою діяльністю в Гуляйпільському районі. Кілька місяців вона створювала дитячі садки, дитячі комуни та школи, налагоджувала медичне обслуговування населення. Одночасно вела анархічну пропаганду серед селян та повстанців, виступала на мітингах, інформуючи про переслідування більшовиками анархістів в Україні та Росії. 
7 травня 1919 року в Гуляйполі приїжджав Лев Каменєв, один із головних вождів більшовиків. Судячи з його доповідей до Москви, він залишився приємно вражений станом справ у махновському районі, у тому числі у сфері культури та освіти, якими займалася Маруся. Особа самої Нікіфорової теж справила на Каменєва найсприятливіше враження, і після повернення до Москви він досяг скорочення вироку їй до трьох місяців. Тепер Марія могла повернутися до воєнної роботи, що вона й зробила. В середині травня 1919 року штаб махновської бригади направив її до Бердянська, доручивши зайнятися формуванням нового полку з добровольців. Тут Марія возз'єдналася з чоловіком, який приїхав із Москви. У Бердянську вона продовжувала анархічну агітацію, виступала на мітингах із критикою «комісародержавія» більшовиків та антисемітизму повстанців Григор'єва.
Завершити формування полку Никифорова не встигла. На початку червня 1919 р. більшовики розірвали військово-політичний союз з махновцями і розпочали проти них військові дії. Марія з чоловіком та ще кількома анархістами зникла з Бердянська і пішла у підпілля. Спочатку вона хотіла зібрати партизанський загін для скоєння нападів та диверсій на залізницях у тилу генерала Денікіна, але через брак зброї відмовилася від цього плану. Після цього вирішила повернутися до старого випробуваного засобу, терору, спрямувавши його проти центральних фігур червоних та білих. У середині червня на станції Великий Токмак за участю Марусі відбулася нарада кількох десятків анархістів які підтримали її плани. Гроші для роботи – різні люди називають різну суму 100, 500 та 700 тисяч рублів – підпільникам передав Махно. Після наради з Токмака виїхали три групи бойовиків: одна попрямувала до Харкова а потім до Москви де започаткувала Всеросійську організацію анархістів підпілля, інша – до Сибіру для влаштування замаху на Верховного правителя Росії адмірала Колчака, третя на чолі з Нікіфоровою та Бжостеком планувала дістатися до Ростова-на-Дону а потім до Криму щоб організувати вбивство генералів Денікіна та Слащова.
Але замість Ростова подружжя опинилося у Харкові зайнятому білими. Тут їх заарештувала денікінська контррозвідка запідозривши у приналежності до більшовиків. Подружжя не було впізнано і незабаром вийшли на волю за хабар. На початку серпня із трьома товаришами дісталися Севастополя де розшукали Зору Гандлевську. На той час Зора перебувала на чолі невеликої бойової групи і готувала замах на Денікіна, що очікувався в місті. Судячи з її спогадів Нікіфорова та Бжостек збиралися брати участь у цьому акті, а потім планували виїхати до Польщі. 

### Арешт та страта
У серпні 1919 року Нікіфорову випадково зустріли на вулиці двоє солдатів білої армії, які колись потрапили в полон до її загону. Як рядові вони були лише випороті за її наказом й відпущені. Тепер солдати впізнали її, простежили до місця проживання, а потім повідомили адресу контррозвідці. Марусю разом з її чоловіком було заарештовано у Севастополі в серпні 1919 у приміщенні магазину. Бжостек намагався повторити харківський вихід на волю за хабар, білі офіцери охоче взяли запропоновані ним 40 тисяч рублів але звільняти подружжя не стали. Гандлевська намагалася організувати звільнення Никифорової запропонувавши товаришам план нападу на Севастопольську в'язницю але не отримала підтримки: сил анархістів було небагато.
16 вересня білий військово-польовий суд розглянув справу Марії Нікіфорової за звинуваченням у тому, що «командуючи в 1918-1919 загоном анархістів-комуністів, робила розстріли офіцерів та мирних жителів у Ростові-на-Дону, Одесі та Мелітополі, закликала до кривавої розправі з "буржуями" та "контрреволюціонерами"». З конкретних звинувачень у вирок увійшов опис дій загону Никифорової в Одесі, яку вона нібито захоплювала разом із «петлюрівськими» повстанцями, «при чому брала участь у спаленні Одеської громадянської в'язниці, де спалили начальника в'язниці Перелешин», але Нікіфорова в той час перебувала в Москві в очікуванні суду.
На суді Никифорова трималася зухвало і після прочитання вироку почала лаяти суддів. Отримала смертний вирок. Такий же вирок ухвалили Бжостеку який звинувачувався в «укритті» дружини тобто недонесення про її злочини. Після суду Никифорову відправили назад до в'язниці. У вантажівці під охороною двох десятків офіцерів. За свідченням Зори Гандлевської всю дорогу вона кричала: «Хай живе анархія! Хай живе свобода! Геть тиранів! Геть білогвардійців!». У ніч проти 17 вересня (3 вересня за «старим стилем», яким користувалися білі) 1919 року Марію Григорівну Нікіфорову розстріляли у дворі жіночого корпусу Севастопольської в'язниці. Наглядачка яка була при страті розповідала що Марія сама скомандувала: «Пали!».